# Péplos
Péplos är en ort i Grekland.   Den ligger i prefekturen Nomós Évrou och regionen Östra Makedonien och Thrakien, i den nordöstra delen av landet, 400 km nordost om huvudstaden Aten. Péplos ligger 62 meter över havet och antalet invånare är 1 037.
Terrängen runt Péplos är platt. Runt Péplos är det ganska tätbefolkat, med 54 invånare per kvadratkilometer. Närmaste större samhälle är Féres, 10,6 km sydväst om Péplos. Trakten runt Péplos består till största delen av jordbruksmark.